# Nagykőrösi járás
A Nagykőrösi járás Pest vármegyéhez tartozó járás Magyarországon, amely 2013-ban jött létre. Székhelye Nagykőrös. Területe 349,25 km², népessége 27 824 fő, népsűrűsége pedig 80 fő/km² volt 2013. elején. 2013. július 15-én egy város (Nagykőrös) és két község tartozott hozzá.
A Nagykőrösi járás a 2013-ban újonnan létrehozott járások közé tartozik, a járások 1983-as megszüntetése előtt nem létezett. Nagykőrös korábban soha nem töltött be járási székhely szerepet, de nem is tartozott egyik járáshoz sem, eltekintve az 1950 és 1954 közötti időszaktól, amikor a Ceglédi járás része volt. A város először 1984 és 1990 között, városkörnyék-központként töltött be közigazgatási körzetközponti szerepet.

## Települései
| Település | Rang (2013. július 15.) | Közös hivatal | Kistérség (2013. január 1.) | Népesség (2013. január 1.) | Terület (km²) |
| --------- | ----------------------- | ------------- | --------------------------- | -------------------------- | ------------- |
| Nagykőrös | járásszékhely város     |               | Ceglédi                     | 24 016                     | 227,94        |
| Kocsér    | község                  | Nyársapát     | Ceglédi                     | 1 859                      | 67,28         |
| Nyársapát | község                  | Nyársapát     | Ceglédi                     | 1 949                      | 54,03         |